# Буни (Чечня)
Буни (чечен. Буне) — село в Веденском районе Чеченской Республики. Входит в состав Макажойского сельского поселения.

## География

Дорога в Буни

Село расположено на правом берегу реки Хиндой-ахк, в 62 км к юго-западу от районного центра Ведено.
Ближайшие населённые пункты: на северо-востоке — Макажой, на северо-западе — Монахой и Инкот, на юго-западе — Хиндой, Бсхой, на востоке — Тунжи-Аул.

## История
В селе есть постройки относящиеся к чеченской башенной архитектуре, которые входят в историко-культурный заповедник «Аргунский».
Село Буни является родовым селом тайпа Бунихой (Буной, Буни, Боони).

## Население
| 1990 | 2002 | 2010 |
| ---- | ---- | ---- |
| 83   | ↘0   | →0   |